# Christiane Hawranek
Christiane Hawranek (* 1984 in Forchheim) ist eine deutsche investigative Journalistin und Rundfunkmoderatorin.  Ihre Themenschwerpunkte sind Medizin, Justiz und Soziales.

## Werdegang
Christiane Hawranek legte ihr Abitur am Herder-Gymnasium Forchheim ab und studierte dann von 2003 bis 2008 Theater- und Medienwissenschaften sowie Politikwissenschaften an der Universität Erlangen sowie der Universität Rennes 2. Nach ihrem Abschluss als Magistra Artium absolvierte sie eine Ausbildung an der Evangelischen Journalistenschule in Berlin. Seither ist Hawranek Reporterin bei BR Recherche und Autorin von Reportagen, Podcasts und Dokumentationen für den BR und die ARD/das Erste sowie Die Zeit.

## Ausgewählte Recherchen
2013 deckte Hawranek gemeinsam mit Marco Maurer das Phänomen der Patientenvermittler auf. Auf ihre in der Wochenzeitung Die Zeit, im Hörfunk sowie bei Report München publizierten und mehrfach prämierten Rechercheergebnisse legten in der Folge z. B. Udo Ludwig in Der Spiegel und Marc Neller in der Welt am Sonntag umfangreiche Reportagen nach.
2016 recherchierte sie gemeinsam mit Lisa Wreschniok für den crossmedialen Beitrag „Blackbox Heim: Wie behinderte Kinder weggesperrt werden“ auf B5 aktuell und Die Zeit über die Zustände in Behindertenheimen und stellte fest, dass dort geistig behinderte Kinder immer wieder Zwangsmaßnahmen erdulden mussten: Sie wurden dabei über Stunden ins Zimmer gesperrt oder mussten in kastenartigen Betten schlafen. Die Reportage führte zur Einsetzung eines Expertenrats in Bayern, der die genannten gravierenden Mängel bestätigte. Der Beitrag wurde 2016 von der Jury des Deutschen Radiopreises als einer der drei herausragenden Beiträge des Vorjahres in der Kategorie „Beste Reportage“ gewürdigt.
2018 deckte Hawranek auf, wie bis in die 1970er Jahre hinein Heimkinder ohne Einverständnis zu Testreihen mit Medikamenten missbraucht wurden. Auf Hawraneks preisgekrönte Reportage hin leitete die Rummelsberger Diakonie eine interne Aufarbeitung der Arzneitests ein.
2018 recherchierte Hawranek, zu dem Zeitpunkt selbst gerade schwanger, gemeinsam mit Nadine Ahr, wie in Deutschland ledige schwangere Frauen noch bis zu Beginn der 1980er Jahre als „gefallene Mädchen“ in sogenannten Entbindungsheimen versteckt wurden und nach der Entbindung ohne Kontrolle durch das Jugendamt teilweise unter Zwang Adoptionen der Neugeborenen erfolgten. Dieser sowohl in Die Zeit wie auch im Hörfunk auf Bayern 2 publizierte Beitrag zählte aus Sicht der Jury des Deutschen Radiopreises 2019 in der Kategorie „Beste Reportage“ zu den drei herausragenden Beiträgen. Eine der Frauen, die Hawranek bei der Suche nach Betroffenen kennengelernt hatte, kam im Zuge der Recherchen nach 38 Jahren wieder in Kontakt mit ihrem Sohn.

## Auszeichnungen
- für den Artikel „Die gefallenen Mädchen“ (2018)[19] und ihre Berichterstattung zusammen mit Klaus Uhrig im Hörfunk[20]
  - Robert-Geisendörfer-Preis[21]
  - Karl-Buchrucker-Preis[22]
  - Dr.-Georg-Schreiber-Medienpreis[23]
- für den Artikel „Tests mit Nebenwirkungen“ (2014)[24] und ihre Berichterstattung im Hörfunk[25]
  - Dr.-Georg-Schreiber-Medienpreis[26]
  - Deutscher Journalistenpreis Neurologie der DGN[1]
- für die Reportage „Unter Beobachtung: Wie Überwachungskameras unser Leben ausspähen“ (2014), die als Webstory im Internet[27] sowie im Hörfunk[28] publiziert wurde
  - Hermann-Schulze-Delitzsch-Preis[29]
- für den Artikel „Die gespendeten Kinder“ (2014)[30]
  - Medienpreis – Medizin Mensch Technik von medtronic und Charité[31]
- für den Artikel „Die Krankenschlepper“ (2013)[5] und ihre Berichterstattung in report München,[7] Deutschlandfunk[32] und B5 aktuell[6]:
  - Axel-Springer-Preis[33]
  - Dr.-Georg-Schreiber-Medienpreis[34]
  - EU-Gesundheitspreis für Journalisten der Europäischen Kommission[35]
  - Best Cancer Report Award der zum European Institute of Oncology in Mailand gehörenden European School of Oncology[36]
  - Next Generation of Science Journalists-Award von Deutsches Ärzteblatt, World Health Summit und European Union of Science Journalists’ Associations (EUSJA)[37]
- für den Hörfunkbeitrag „Mikrokredite – Entwicklungshilfe für Deutschland“ (2010)[38]
  - Medienpreis Mittelstand der Wirtschaftsjunioren Deutschland[39]